# Handball-Bundesliga 1975/76
Die Saison 1975/76 der Handball-Bundesliga ist die zehnte der zweigleisigen Spielzeiten in ihrer Geschichte.

## Saisonverlauf
20 Mannschaften spielten in zwei Staffeln zu je zehn Mannschaften um die deutsche Meisterschaft 1976. Dem Spiel um die Meisterschaft ist seit der Saison 1969/70 ein Halbfinale vorgeschaltet, für das sich die Tabellenersten und -zweiten der Staffeln Nord und Süd nach dem 18. Spieltag qualifizierten. Die Sieger aus den Halbfinalbegegnungen traten in einem Finale gegeneinander an. Der Gewinner ist Deutscher Meister 1976. Aufsteiger zur neuen Saison waren die Reinickendorfer Füchse, die SG Dietzenbach, der TSV Altenholz, der TuS Derschlag 1881 und der TV 1893 Neuhausen. Zwischen den beiden Achtplatzierten der Staffeln Nord und Süd wurden zwei Relegationsspiele um den Klassenerhalt ausgetragen. Außerdem fand die Ausspielung des DHB-Pokals zum zweiten Mal statt.
Deutscher Meister 1976 wurde zum siebten Mal in der Vereinsgeschichte der Titelverteidiger VfL Gummersbach, die im Finale den Zweitplatzierten der Staffel Nord, TSV Grün-Weiß Dankersen, besiegte. Die Relegationsspiele zwischen den beiden Achtplatzierten der Staffeln Nord und Süd endeten mit dem Verbleib von Frisch Auf Göppingen in Liga 1. Absteigen mussten der Hamburger SV, der TSV Altenholz, der TV 1893 Neuhausen und der VfL Bad Schwartau. Außerdem wechselten die Reinickendorfer Füchse zur Saison 1976/77 in die Staffel Nord.
Den zum zweiten Mal ausgespielten DHB-Pokal sicherte sich wie im Jahr zuvor die Mannschaft vom TSV Grün-Weiß Dankersen.

## Statistiken

### Abschlusstabellen

#### Staffel Nord
| Rang | Verein                      | Sp. | S  | U | N  | Tore    | Diff. | Punkte |
| ---- | --------------------------- | --- | -- | - | -- | ------- | ----- | ------ |
| 01.  | VfL Gummersbach (M)         | 18  | 15 | 1 | 2  | 338:252 | +86   | 31:50  |
| 02.  | TSV Grün-Weiß Dankersen (P) | 18  | 11 | 2 | 5  | 302:259 | +43   | 24:12  |
| 03.  | TuS Derschlag 1881 (A)      | 18  | 8  | 4 | 6  | 288:272 | +16   | 20:16  |
| 04.  | TuS 05 Wellinghofen         | 18  | 9  | 0 | 9  | 263:257 | +6    | 18:18  |
| 05.  | THW Kiel                    | 18  | 8  | 2 | 8  | 278:275 | +3    | 18:18  |
| 06.  | OSC 04 Rheinhausen          | 18  | 9  | 0 | 9  | 295:296 | −1    | 18:18  |
| 07.  | SC Phönix Essen 1920        | 18  | 7  | 3 | 8  | 295:303 | −8    | 17:19  |
| 08.  | VfL Bad Schwartau           | 18  | 7  | 2 | 9  | 260:293 | −33   | 16:20  |
| 09.  | Hamburger SV                | 18  | 4  | 2 | 12 | 228:268 | −40   | 10:26  |
| 10.  | TSV Altenholz (N)           | 18  | 4  | 0 | 14 | 242:314 | −72   | 08:28  |

##### Kreuztabelle
Die Kreuztabelle stellt die Ergebnisse der Spiele der Staffel Nord dieser Saison dar.
Die Heimmannschaft ist in der linken Spalte, die Gastmannschaft in der oberen Zeile aufgelistet.
| Bundesliga 1975/76 Staffel Nord | VfL Gummersbach | TSV Grün-Weiß Dankersen | TuS Derschlag 1881 | TuS 05 Wellinghofen | THW Kiel | OSC 04 Rheinhausen | SC Phönix Essen 1920 | VfL Bad Schwartau | Hamburger SV | TSV Altenholz |
| ------------------------------- | --------------- | ----------------------- | ------------------ | ------------------- | -------- | ------------------ | -------------------- | ----------------- | ------------ | ------------- |
| VfL Gummersbach                 |                 | 21:12                   | 13:10              | 17:12               | 24:18    | 19:20              | 15:90                | 21:15             | 25:18        | 21:10         |
| TSV Grün-Weiß Dankersen         | 14:17           |                         | 13:12              | 27:17               | 24:16    | 13:12              | 25:18                | 20:11             | 18:11        | 16:10         |
| TuS Derschlag 1881              | 15:14           | 21:19                   |                    | 10:14               | 23:23    | 22:16              | 13:16                | 24:17             | 18:17        | 16:12         |
| TuS 05 Wellinghofen             | 11:16           | 08:12                   | 17:20              |                     | 17:11    | 18:16              | 14:16                | 15:10             | 10:60        | 18:14         |
| THW Kiel                        | 09:13           | 12:80                   | 11:11              | 12:16               |          | 18:16              | 19:12                | 21:11             | 13:70        | 11:80         |
| OSC 04 Rheinhausen              | 17:25           | 15:14                   | 14:13              | 19:15               | 19:17    |                    | 16:19                | 14:15             | 17:16        | 24:17         |
| SC Phönix Essen 1920            | 17:17           | 16:20                   | 14:14              | 14:21               | 22:20    | 12:15              |                      | 23:16             | 17:14        | 24:14         |
| VfL Bad Schwartau               | 15:20           | 17:17                   | 13:13              | 09:17               | 13:90    | 19:14              | 18:15                |                   | 12:10        | 22:12         |
| Hamburger SV                    | 11:16           | 13:13                   | 16:14              | 10:80               | 18:21    | 09:17              | 13:13                | 15:13             |              | 11:90         |
| TSV Altenholz                   | 19:24           | 12:17                   | 13:19              | 18:15               | 13:17    | 15:14              | 19:18                | 13:14             | 14:13        |               |
| Stand: 10. April 1976           |                 |                         |                    |                     |          |                    |                      |                   |              |               |

#### Staffel Süd
| Rang | Verein                     | Sp. | S  | U | N  | Tore    | Diff. | Punkte |
| ---- | -------------------------- | --- | -- | - | -- | ------- | ----- | ------ |
| 01.  | SG Dietzenbach (A)         | 18  | 12 | 1 | 5  | 302:276 | +26   | 25:11  |
| 02.  | TuS Hofweier*              | 18  | 10 | 1 | 7  | 305:293 | +12   | 21:15  |
| 03.  | TSV Milbertshofen*         | 18  | 9  | 3 | 6  | 276:265 | +11   | 21:15  |
| 04.  | TSV 1896 Rintheim          | 18  | 9  | 2 | 7  | 295:269 | +26   | 20:16  |
| 05.  | TV 05/07 Hüttenberg        | 18  | 10 | 0 | 8  | 320:314 | +6    | 20:16  |
| 06.  | SG Leutershausen           | 18  | 8  | 4 | 6  | 287:289 | −2    | 20:16  |
| 07.  | TV Großwallstadt           | 18  | 9  | 0 | 9  | 278:245 | +33   | 18:18  |
| 08.  | Frisch Auf Göppingen       | 18  | 6  | 2 | 10 | 291:324 | −33   | 14:22  |
| 09.  | Reinickendorfer Füchse (A) | 18  | 5  | 3 | 10 | 266:309 | −43   | 13:23  |
| 10.  | TV 1893 Neuhausen (A)      | 18  | 3  | 2 | 13 | 274:310 | −36   | 08:28  |

*0Zwischen dem TuS Hofweier und dem TSV Milbertshofen fand ein Entscheidungsspiel um den
00Einzug in die Endrunde um die deutsche Meisterschaft statt, das 22:12 für Hofweier endete.

##### Kreuztabelle
Die Kreuztabelle stellt die Ergebnisse der Spiele der Staffel Süd dieser Saison dar.
Die Heimmannschaft ist in der linken Spalte, die Gastmannschaft in der oberen Zeile aufgelistet.
| Bundesliga 1975/76 Staffel Süd | SG Dietzenbach | TuS Hofweier | TSV Milbertshofen | TSV 1896 Rintheim | TV 05/07 Hüttenberg | SG Leutershausen | TV Großwallstadt | Frisch Auf Göppingen | Reinickendorfer Füchse | TV 1893 Neuhausen |
| ------------------------------ | -------------- | ------------ | ----------------- | ----------------- | ------------------- | ---------------- | ---------------- | -------------------- | ---------------------- | ----------------- |
| SG Dietzenbach                 |                | 17:16        | 15:16             | 16:14             | 24:17               | 19:15            | 11:90            | 21:13                | 18:15                  | 22:17             |
| TuS Hofweier                   | 13:13          |              | 16:13             | 18:14             | 17:15               | 18:10            | 23:16            | 16:14                | 18:11                  | 20:19             |
| TSV Milbertshofen              | 19:12          | 14:16        |                   | 15:12             | 20:15               | 15:11            | 12:10            | 12:15                | 14:13                  | 21:17             |
| TSV 1896 Rintheim              | 22:15          | 21:14        | 12:12             |                   | 24:16               | 12:12            | 13:10            | 23:15                | 21:13                  | 13:16             |
| TV 05/07 Hüttenberg            | 16:17          | 21:19        | 25:19             | 16:12             |                     | 19:15            | 16:15            | 22:18                | 26:12                  | 21:16             |
| SG Leutershausen               | 16:15          | 20:15        | 16:16             | 11:13             | 21:15               |                  | 14:12            | 25:19                | 25:21                  | 13:10             |
| TV Großwallstadt               | 14:13          | 17:15        | 15:12             | 18:19             | 14:60               | 25:12            |                  | 13:15                | 21:15                  | 18:14             |
| Frisch Auf Göppingen           | 16:20          | 22:17        | 17:19             | 18:14             | 15:19               | 19:19            | 12:20            |                      | 17:16                  | 18:16             |
| Reinickendorfer Füchse         | 16:17          | 20:16        | 14:13             | 19:17             | 16:13               | 15:15            | 14:12            | 13:13                |                        | 17:17             |
| TV 1893 Neuhausen              | 12:17          | 16:18        | 14:14             | 15:19             | 20:22               | 11:17            | 09:19            | 19:15                | 16:60                  |                   |
| Stand: 10. April 1976          |                |              |                   |                   |                     |                  |                  |                      |                        |                   |

| Legende |                                                               |
|         | Teilnehmer an der Endrunde um die deutsche Meisterschaft 1976 |
|         | Teilnahme an den Relegationsspielen                           |
|         | Absteiger in die Regionalliga                                 |
| (M)     | Deutscher Handballmeister 1975                                |
| (P)     | DHB-Pokal-Sieger 1975                                         |
| (A)     | Aufsteiger aus der Regionalliga                               |

### Relegation
Die Relegationsspiele zwischen den beiden Achtplatzierten der Staffeln Nord und Süd, Frisch Auf Göppingen und VfL Bad Schwartau, fanden am 24. April und 1. Mai 1976 statt und endeten 26:11 bzw. 16:25. Damit verblieb Frisch Auf Göppingen mit 42:36 Toren in Liga 1.
Ergebnisse der Relegationsspiele
| Datum         | Team 1               | Team 2               | Ergebnis |
| ------------- | -------------------- | -------------------- | -------- |
| 24. Apr. 1976 | Frisch Auf Göppingen | VfL Bad Schwartau    | 26:11    |
| 1. Mai 1976   | VfL Bad Schwartau    | Frisch Auf Göppingen | 25:16    |

## Endrunde um die deutsche Meisterschaft

### Halbfinale
Die Tabellenersten und -zweiten der Staffeln Nord und Süd nach dem 18. Spieltag qualifizierten sich für die Endrunde um die deutsche Meisterschaft und traten in vier Halbfinalspielen gegeneinander an.
Ergebnisse der Halbfinalbegegnungen
| Datum         | Team 1                  | Team 2                  | Ergebnis |
| ------------- | ----------------------- | ----------------------- | -------- |
| 24. Apr. 1976 | TuS Hofweier            | VfL Gummersbach         | 15:19    |
| 24. Apr. 1976 | TSV Grün-Weiß Dankersen | SG Dietzenbach          | 23:11    |
| 1. Mai 1976   | VfL Gummersbach         | TuS Hofweier            | 18:15    |
| 1. Mai 1976   | SG Dietzenbach          | TSV Grün-Weiß Dankersen | 20:17    |

### Finale
Das Spiel um die deutsche Meisterschaft wurde am 15. Mai 1976 zwischen dem VfL Gummersbach und TSV Grün-Weiß Dankersen vor etwa 6000 Zuschauern in der Festhalle in Frankfurt am Main ausgetragen. Deutscher Handballmeister 1976 wurde zum siebten Mal in der Vereinsgeschichte die Mannschaft vom VfL Gummersbach, die das Team von TSV Grün-Weiß Dankersen mit 12:11 besiegte.
Ergebnis der Finalbegegnung
| Datum        | Team 1          | Team 2                  | Ergebnis |
| ------------ | --------------- | ----------------------- | -------- |
| 15. Mai 1976 | VfL Gummersbach | TSV Grün-Weiß Dankersen | 12:11    |

#### Meistermannschaft
| 1. | VfL Gummersbach                          |
|    | - Mannschaft: TBA - Trainer: Rolf Jaeger |

## DHB-Pokal
Den DHB-Pokal 1976 sicherte sich wie im Jahr zuvor die Mannschaft vom TSV Grün-Weiß Dankersen mit dem Gewinn des Finalspiels mit 13:12 gegen die SG Dietzenbach am 4. September 1976 in Offenbach vor etwa 1800 Zuschauern.
Ergebnis des Ausscheidungsspiels der Halbfinalisten der deutschen Meisterschaft
| Datum | Team 1         | Team 2       | Ergebnis |
| ----- | -------------- | ------------ | -------- |
| TBA   | SG Dietzenbach | TuS Hofweier | 22:19    |

Ergebnis der Finalbegegnung
| Datum        | Team 1                  | Team 2         | Ergebnis |
| ------------ | ----------------------- | -------------- | -------- |
| 4. Sep. 1976 | TSV Grün-Weiß Dankersen | SG Dietzenbach | 13:12    |